# Rożen (przełęcz)
Rożen (bułg. Рожен) – przełęcz w Ropodach w Bułgarii, na zachód od ośrodka narciarskiego Pamporowo i blisko miast Czepełare i Smolan. Przełęcz znajduje się między południowymi podnóżami pasm Czernatica, Radiuwa płanina i Prespa na wysokości około 1430 m. Składa się z obszernych łąk, otoczonych płaskimi grzbietami górskimi porośniętymi roślinnością iglastą. Pod względem geomorfologicznym przełęcz Rożen jest pochodzenia krasowego – jej podstawą jest marmurkowaty wapień. Na polanach na przełęczy w przeszłości regularnie organizowano imprezy folklorystyczne.
Jeszcze od dawnych czasów przełęcz jest ważnym przejściem między Niziną Górnotracką i doliną rzeki Ardy i tzw. Białomorzem. Obecnie przez Rożen prowadzi droga samochodowa II-86, łącząca Płowdiw i Smolan.
Na szczycie Rożen nad przełęczą jest wybudowane największe bułgarskie obserwatorium. Dysponuje kilkoma teleskopami, największy z których ma średnicę 2 metrów.